# NBA All-Defensive Team 2000-2010
Cestisti inseriti nell'NBA All-Defensive Team per il periodo 2000-2010

## Elenco
|           | Membri del Naismith Memorial Basketball Hall of Fame |
| Grassetto | NBA Defensive Player of the Year Award               |

| Stagione  |                        |                        |                       |                        |
| Stagione  | 1º quintetto           | 1º quintetto           | 2º quintetto          | 2º quintetto           |
| Stagione  | Giocatore              | Squadra                | Giocatore             | Squadra                |
| --------- | ---------------------- | ---------------------- | --------------------- | ---------------------- |
| 2000-2001 | Tim Duncan (4)         | San Antonio Spurs      | Bruce Bowen           | Miami Heat             |
| 2000-2001 | Kevin Garnett (2)      | Minnesota Timberwolves | P.J. Brown (3)        | Charlotte Hornets      |
| 2000-2001 | Dikembe Mutombo (5)    | Philadelphia 76ers     | Shaquille O'Neal (2)  | Los Angeles Lakers     |
| 2000-2001 | Gary Payton (8)        | Seattle SuperSonics    | Kobe Bryant (2)       | Los Angeles Lakers     |
| 2000-2001 | Jason Kidd (3)         | Phoenix Suns           | Doug Christie         | Sacramento Kings       |
| 2001-2002 | Tim Duncan (5)         | San Antonio Spurs      | Bruce Bowen (2)       | San Antonio Spurs      |
| 2001-2002 | Kevin Garnett (3)      | Minnesota Timberwolves | Clifford Robinson (2) | Detroit Pistons        |
| 2001-2002 | Ben Wallace            | Detroit Pistons        | Dikembe Mutombo (6)   | Philadelphia 76ers     |
| 2001-2002 | Gary Payton (9)        | Seattle SuperSonics    | Kobe Bryant (3)       | Los Angeles Lakers     |
| 2001-2002 | Jason Kidd (4)         | New Jersey Nets        | Doug Christie (2)     | Sacramento Kings       |
| 2002-2003 | Tim Duncan (6)         | San Antonio Spurs      | Ron Artest            | Indiana Pacers         |
| 2002-2003 | Kevin Garnett (4)      | Minnesota Timberwolves | Bruce Bowen (3)       | San Antonio Spurs      |
| 2002-2003 | Ben Wallace (2)        | Detroit Pistons        | Shaquille O'Neal (3)  | Los Angeles Lakers     |
| 2002-2003 | Doug Christie (3)      | Sacramento Kings       | Jason Kidd (5)        | New Jersey Nets        |
| 2002-2003 | Kobe Bryant (4)        | Los Angeles Lakers     | Eric Snow             | Philadelphia 76ers     |
| 2003-2004 | Ron Artest (2)         | Indiana Pacers         | Andrej Kirilenko      | Utah Jazz              |
| 2003-2004 | Kevin Garnett (5)      | Minnesota Timberwolves | Tim Duncan (7)        | San Antonio Spurs      |
| 2003-2004 | Ben Wallace (3)        | Detroit Pistons        | Theo Ratliff (2)      | Portland Trail Blazers |
| 2003-2004 | Bruce Bowen (4)        | San Antonio Spurs      | Doug Christie (4)     | Sacramento Kings       |
| 2003-2004 | Kobe Bryant (5)        | Los Angeles Lakers     | Jason Kidd (6)        | New Jersey Nets        |
| 2004-2005 | Ben Wallace (4)        | Detroit Pistons        | Tayshaun Prince       | Detroit Pistons        |
| 2004-2005 | Kevin Garnett (6)      | Minnesota Timberwolves | Marcus Camby          | Denver Nuggets         |
| 2004-2005 | Bruce Bowen (5)        | San Antonio Spurs      | Chauncey Billups      | Detroit Pistons        |
| 2004-2005 | Tim Duncan (8)         | San Antonio Spurs      | Andrej Kirilenko (2)  | Utah Jazz              |
| 2004-2005 | Larry Hughes           | Washington Wizards     | Jason Kidd (7) (pari) | New Jersey Nets        |
| 2004-2005 | Larry Hughes           | Washington Wizards     | Dwyane Wade (pari)    | Miami Heat             |
| 2005-2006 | Bruce Bowen (6)        | San Antonio Spurs      | Tim Duncan (9)        | San Antonio Spurs      |
| 2005-2006 | Ben Wallace (5)        | Detroit Pistons        | Chauncey Billups (2)  | Detroit Pistons        |
| 2005-2006 | Andrej Kirilenko (3)   | Utah Jazz              | Kevin Garnett (7)     | Minnesota Timberwolves |
| 2005-2006 | Ron Artest (3)         | Indiana Pacers         | Marcus Camby (2)      | Denver Nuggets         |
| 2005-2006 | Kobe Bryant (6) (pari) | Los Angeles Lakers     | Tayshaun Prince (2)   | Detroit Pistons        |
| 2005-2006 | Jason Kidd (8) (pari)  | New Jersey Nets        | Tayshaun Prince (2)   | Detroit Pistons        |
| 2006-2007 | Bruce Bowen (7)        | San Antonio Spurs      | Ben Wallace (6)       | Chicago Bulls          |
| 2006-2007 | Tim Duncan (10)        | San Antonio Spurs      | Kirk Hinrich          | Chicago Bulls          |
| 2006-2007 | Marcus Camby (3)       | Denver Nuggets         | Jason Kidd (9)        | New Jersey Nets        |
| 2006-2007 | Kobe Bryant (7)        | Los Angeles Lakers     | Tayshaun Prince (3)   | Detroit Pistons        |
| 2006-2007 | Raja Bell              | Phoenix Suns           | Kevin Garnett (8)     | Minnesota Timberwolves |
| 2007-2008 | Kevin Garnett (9)      | Boston Celtics         | Shane Battier         | Houston Rockets        |
| 2007-2008 | Kobe Bryant (8)        | Los Angeles Lakers     | Chris Paul            | New Orleans Hornets    |
| 2007-2008 | Marcus Camby (4)       | Denver Nuggets         | Dwight Howard         | Orlando Magic          |
| 2007-2008 | Bruce Bowen (8)        | San Antonio Spurs      | Tayshaun Prince (4)   | Detroit Pistons        |
| 2007-2008 | Tim Duncan (11)        | San Antonio Spurs      | Raja Bell (2)         | Phoenix Suns           |
| 2008-2009 | Kevin Garnett (10)     | Boston Celtics         | Shane Battier (2)     | Houston Rockets        |
| 2008-2009 | Kobe Bryant (9)        | Los Angeles Lakers     | Dwyane Wade (2)       | Miami Heat             |
| 2008-2009 | Dwight Howard (2)      | Orlando Magic          | Tim Duncan (12)       | San Antonio Spurs      |
| 2008-2009 | Chris Paul (2)         | New Orleans Hornets    | Rajon Rondo           | Boston Celtics         |
| 2008-2009 | LeBron James           | Cleveland Cavaliers    | Ron Artest (4)        | Houston Rockets        |
| 2009-2010 | Dwight Howard (3)      | Orlando Magic          | Tim Duncan (13)       | San Antonio Spurs      |
| 2009-2010 | Rajon Rondo (2)        | Boston Celtics         | Dwyane Wade (3)       | Miami Heat             |
| 2009-2010 | LeBron James (2)       | Cleveland Cavaliers    | Josh Smith            | Atlanta Hawks          |
| 2009-2010 | Kobe Bryant (10)       | Los Angeles Lakers     | Anderson Varejão      | Cleveland Cavaliers    |
| 2009-2010 | Gerald Wallace         | Charlotte Bobcats      | Thabo Sefolosha       | Oklahoma City Thunder  |